# Laura Remmler
Laura Remmler ist eine deutsche freiberufliche Theaterregisseurin, -schauspielerin und Autorin. Remmler ist Teil des Kölner Kunstkollektivs „Honolulu Star Productions“.

## Leben und Wirken
Laura Remmler studierte ab 2007 English Literature and Film & Visual Culture an der University of Aberdeen, wo sie ihr Studium 2011 mit der Abschlussarbeit zum Thema „All the world’s a stage – The representation of Shakespeare’s work on film“ beendete. Von 2013 bis 2014 belegte sie an der Londoner Central School of Speech and Drama den Studiengang Advanced Theatre Practice und war danach bis 2015 Teil des StoneCrabs Young Directors Programme in London, einem Förderprogramm für junge Regisseure der StoneCrabs Theatre Company.
Schon seit ihrer Studienzeit wirkte Remmler als freiberufliche Regisseurin, Theatermacherin und Darstellerin. 2010 führte sie als Teil der Centre Stage Theatre Company beim Edinburgh Fringe Festival die Regie von Amphitryon nach Heinrich von Kleist und Molière. Es folgten ab 2012 Regiearbeiten für das Hörbar Programm der Burgfestspiele Jagsthausen und für die StoneCrabs Theatre Company. Seit 2015 inszeniert Remmler regelmäßig am Theater zur weiten Welt in Lüneburg, u. a. die Produktionen „Die Wunderübung“ von Daniel Glattauer (2018), das interaktive Theaterstück „Bald sind wir alt“ (2019), sowie "Maß für Maß" nach William Shakespeare (2021). Des Weiteren inszenierte sie u. a. "Brassed Off - Mit Pauken und Trompeten", "Gretchen 89ff", und "Des Kaisers neue Kleider" in einer eigenen Fassung bei den Burgfestspielen Jagsthausen,"TA TA TA TAAA! BEETHOVEN", gemeinsam mit Irene Schwarz, beim N.N. Theater, Köln und "Der Fiskus" von Felicia Zeller beim Theater Ansbach.
Als Teil des Kölner Kunstkollektives Honolulu Star Productions wirkte Remmler in zahlreichen interdisziplinären Projekten mit, zum Beispiel in der fortlaufenden Produktion „Brush up your Shakespeare“ zusammen mit Aischa-Lina Löbbert und der vierteiligen PERFOR Musik-Produktion „Orbit Schönberg“ zusammen mit dem Asasello-Quartett mit, sowie der Produktion „Heitere Aussichten“ mit gleichem Format und gleicher Zusammensetzung.

### Privates
Ihr Großvater war der Schauspieler Robert Remmler.

## Preise
- 2011 Bobby Aitken Memorial Prize in Aberdeen für Kurzgeschichte The Devil’s Grandmother
- 2013 Goethe 2.0, Ouvrez les Portes de la Culture, unter den 5 Gewinnern für “Something Wicked” (Arbeitstitel, später Fair is Foul and All That Stuff), Goethe-Institut Paris